# إدغار ليوبولد لايارد
إدغار ليوبولد لايارد كان دبلوماسيًا بريطانيًا وعالم طبيعة مهتمًا بشكل أساسي بعلم الطيور وبدرجة أقل بالرخويات. عمل لجزء كبير من حياته في سيلان وفي وقت لاحق في جنوب إفريقيا وفيجي وكاليدونيا الجديدة. درس علم الحيوان في هذه الأماكن وأنشأ متاحف للتاريخ الطبيعي في سريلانكا وجنوب إفريقيا. تم تسمية العديد من أنواع الحيوانات باسمه.